# Parc national de Sebej
Le parc national de Sebej (russe : Себежский национальный парк, Sebejski natsionalny park) est un parc national situé au nord-ouest de la Russie, dans l'oblast de Pskov. Il a été créé le 8 janvier 1996. Le parc national a été créé pour protéger les paysages lacustres du sud-ouest de l'oblast de Pskov. Il couvre 500,21 km². 

## Géographie
La partie sud-ouest du raïon de Sebej, où se situe le parc national, est essentiellement un paysage de collines d'origine glaciaire avec de nombreux lacs. La région est boisée, avec des essences comme le pin, l'épinette et l'aulne. Le parc occupe la partie sud-ouest de l'arrondissement et a des frontières avec la Lettonie et la Biélorussie. Le centre de la ville de Sebej se trouve immédiatement au nord du parc, et la partie sud de la ville est située dans le parc. La région du parc appartient au bassin de la rivière Velikaïa, hormis certaines zones au sud qui se rattachent au bassin de la Daugava. Les plus grands lacs du parc sont le lac Netcheritsa, le lac Sebejskoïé et le lac Orono.

## L'histoire
La région est peuplée depuis l'Antiquité. Au Moyen Âge, elle était subordonnée à la ville de Pskov. À partir du XVe siècle, le grand-duché de Moscou et le grand-duché de Lituanie se disputent la zone, finalement rattachée à la Russie en 1772, lors du première partition de la Pologne. Dès le XVe siècle, les terres sont largement utilisées pour l'agriculture. À la fin du XVIIe siècle, cette activité agricole entre en crise, notamment en raison de la guerre de Livonie et des méthodes archaïques utilisées par les paysans locaux. Au XIXe siècle, l'essor de l'industrie du bois réduit considérablement les zones boisées ; il est alors courant de s'adonner à la pêche sur les lacs. Dans les années 1950, de nombreux marécages sont asséchés et convertis en terres agricoles. Au début des années 1990, l'agriculture connaît de nouveau une crise profonde : aussi est-il décidé de transformer la région en parc national, afin d'en protéger les paysages culturels et naturels.

## Faune

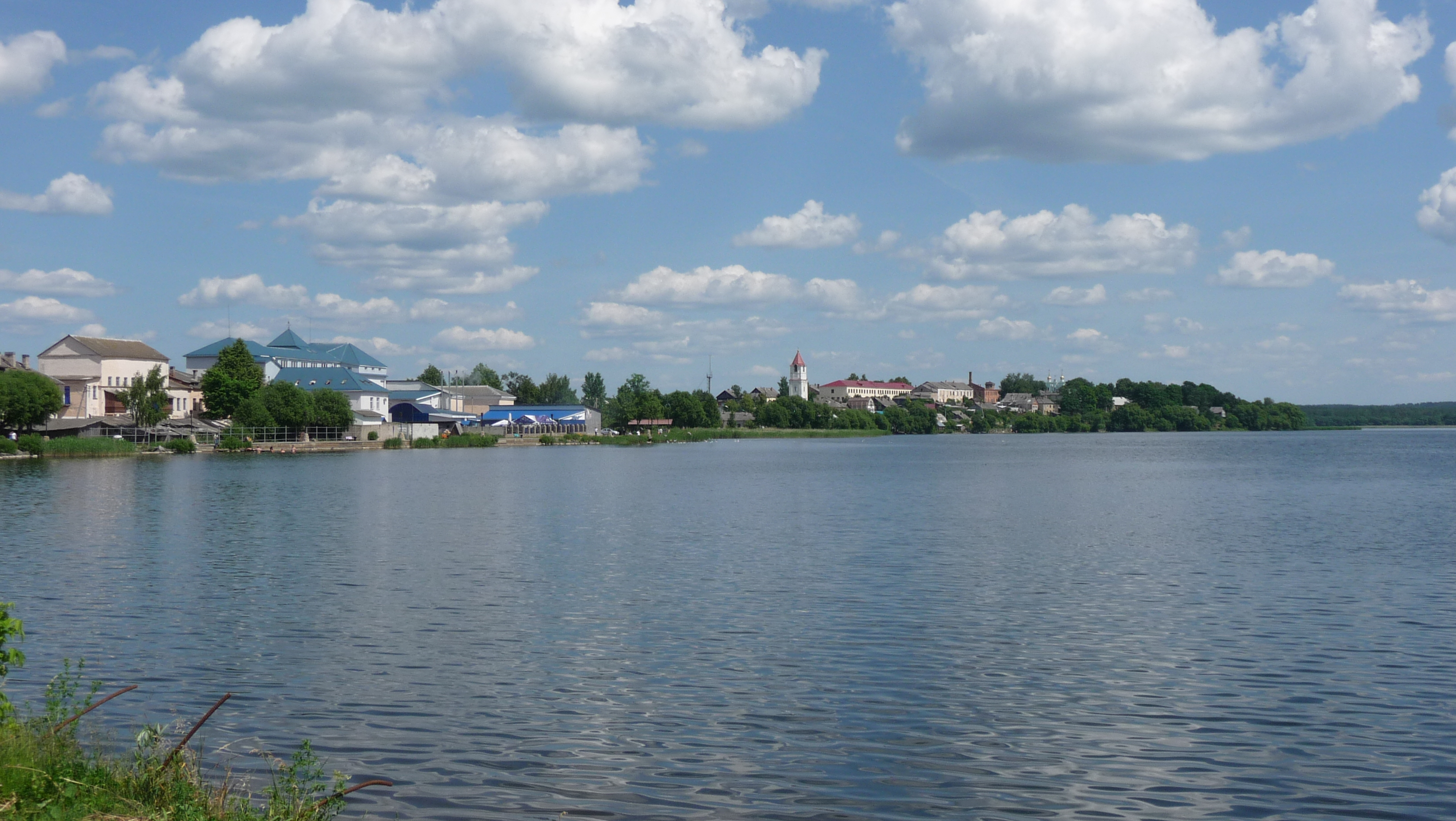
Lac Sebezhskoye et la ville de Sebej.

Le parc contient 291 espèces de vertébrés, dont deux espèces de lamproies, une trentaine d'espèces de poissons, huit espèces d'amphibiens, cinq espèces de reptiles, 202 espèces d'oiseaux, et 49 espèces de mammifères. Parmi les grands mammifères, on compte notamment l'ours brun, le lynx, le loup gris, le sanglier, l'élan et le chevreuil.

## Tourisme et infrastructures
Le parc comporte un certain nombre de cabanes. La chasse et la pêche de loisir sont autorisées.
La partie du parc longeant la frontière avec la Lettonie est incluse dans la zone frontalière de la Russie, destinée à protéger les frontières de la fédération de Russie. Pour visiter la zone, un permis délivré par le Service fédéral de sécurité est nécessaire.